# Bertrand Blier
Bertrand Blier (ur. 14 marca 1939 w Boulogne-Billancourt, zm. 20 stycznia 2025 w Paryżu) – francuski reżyser i scenarzysta filmowy.

## Życiorys
Był synem aktora Bernarda Bliera.
Jest laureatem kilku nagród Cezara: za najlepszy film, dla najlepszego reżysera i scenariusz do filmu Zbyt piękna dla ciebie (1989) oraz za najlepszy scenariusz do filmu Nasza historia (1984). Ponadto był kilkakrotnie nominowany do tej nagrody.
Wyreżyserowany przez niego film Przygotujcie chusteczki (1978) otrzymał Oscara dla najlepszego filmu nieanglojęzycznego.
Zasiadał w jury konkursu głównego podczas 43. Międzynarodowego Festiwalu Filmowego w Cannes (1990).

## Filmografia

### Reżyser
- Hitler? Nie znam! (1963)
- Gdybym był szpiegiem (1967)
- Jaja (1974)
- Calmos (1976)
- Przygotujcie chusteczki (1978)
- Zimny bufet (1979)
- Ojczym (1981)
- Dziewczyna mojego kumpla (1983)
- Nasza historia (1984)
- Strój wieczorowy (1986)
- Zbyt piękna dla ciebie (1989)
- Dziękuję ci, życie (1991)
- Raz, dwa, trzy, Baba Jaga patrzy (1993)
- Mój mężczyzna (1996)
- Aktorzy (2000)
- Kotlety (2003)
- Za ile mnie pokochasz? (2005)
- Dźwięk kostek lodu (2010)
- Convoi exceptionnel (2019)